# Temple Guiyuan
Le temple Guiyuanshen (chinois simplifié : 归元神寺 ; chinois traditionnel : 歸元神寺 ; pinyin : guīyuánshén sì ou temple Guiyuan est un temple datant de la dynastie Qing, situé à Wuhan, dans la province du Hubei, en République populaire de Chine.

## Description
Un des bâtiments de ce temple est réservé à la divination. En fonction de l'âge auquel on visite ce temple et du premier pieds que l'on met en y entrant, on doit y suivre un parcours pour trouver le bouddhisatva correspondant, parmi les quelques centaines de statues. Cela va décrire une analyse superstitieuse d'une partie récente de la vie.

## Galerie

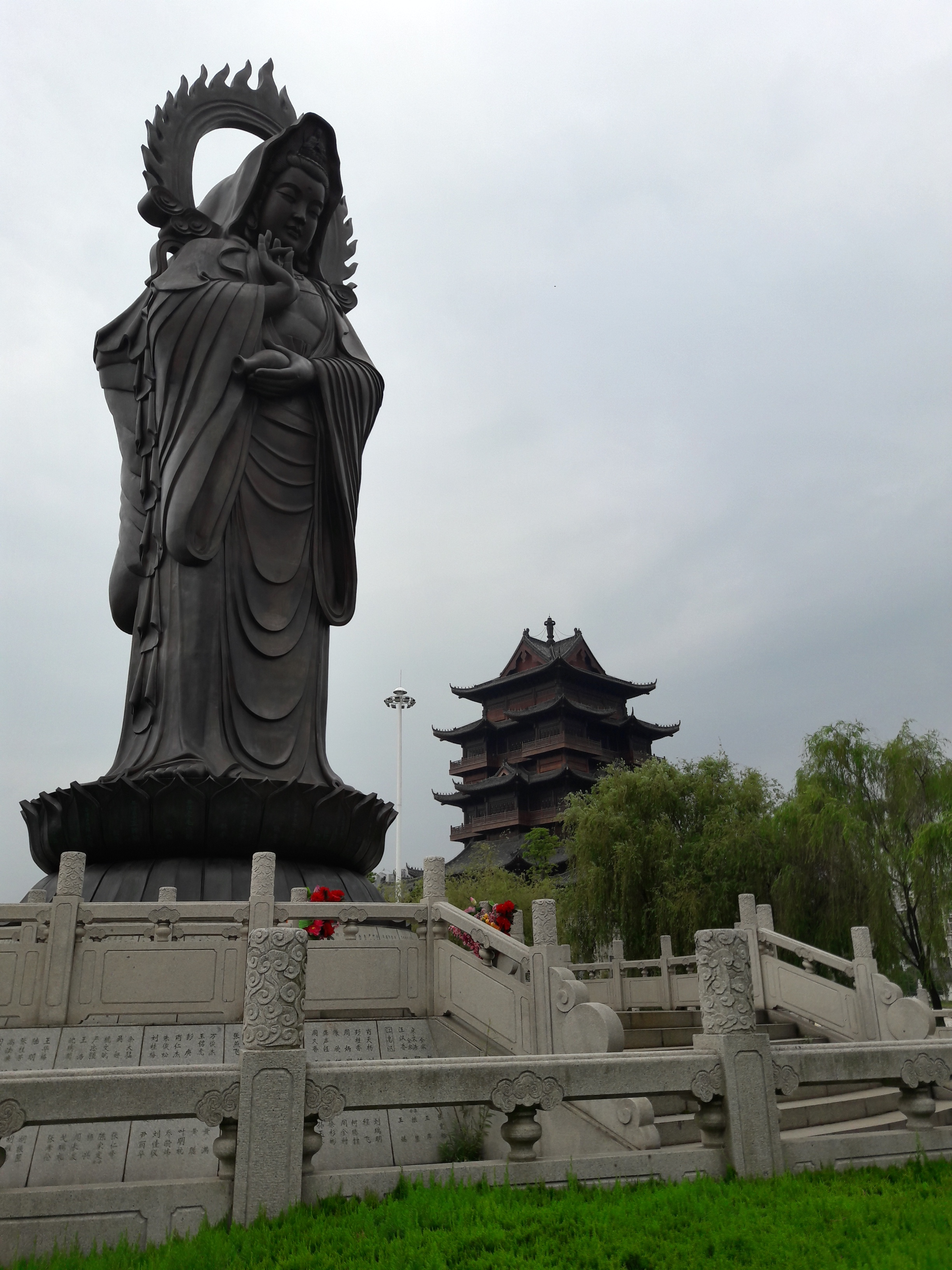
Statue de Guanyin et grande tour en bois à l'arrière du temple.
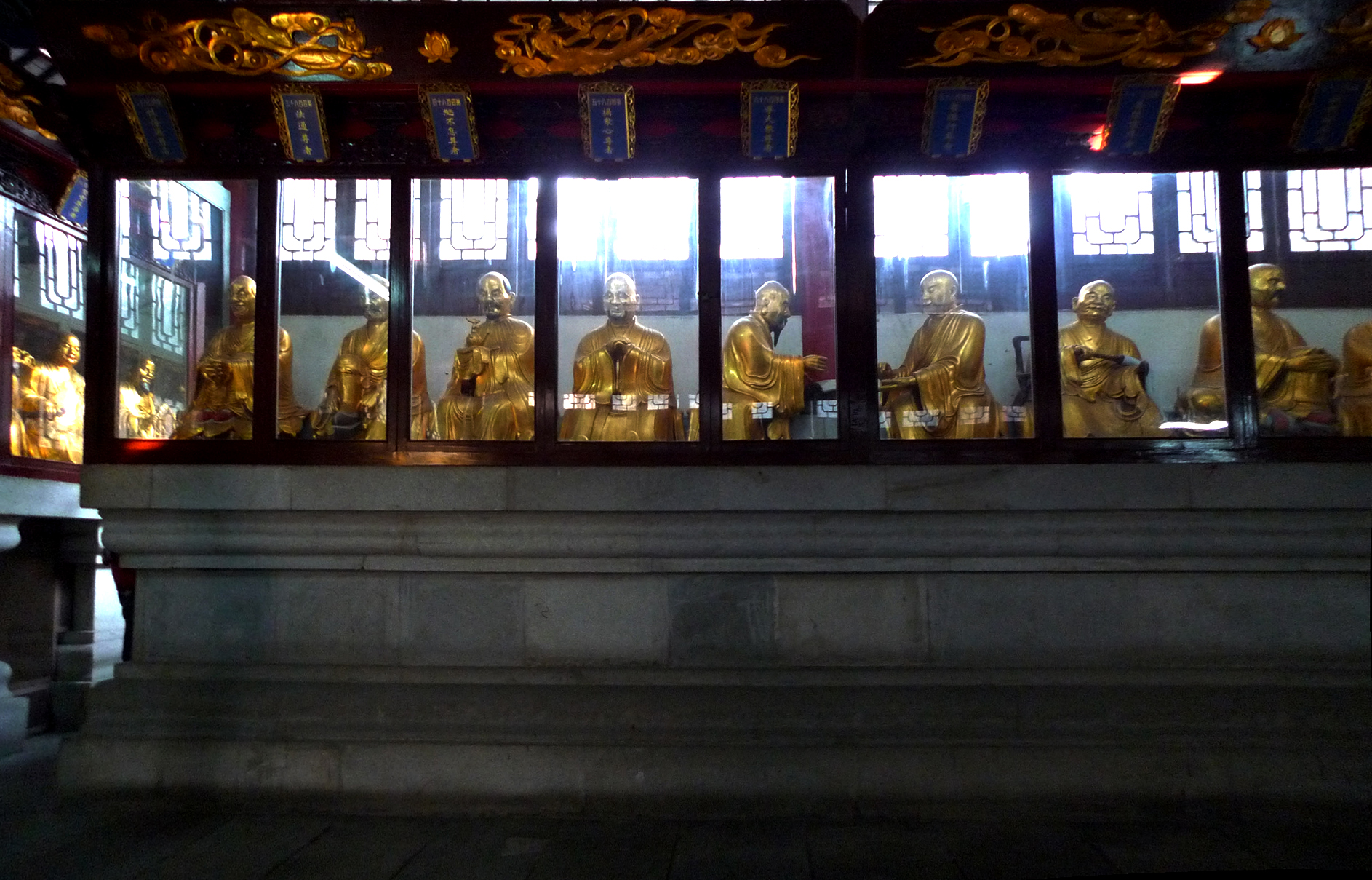
Galerie de bodhisattvas utilisés pour la divination.
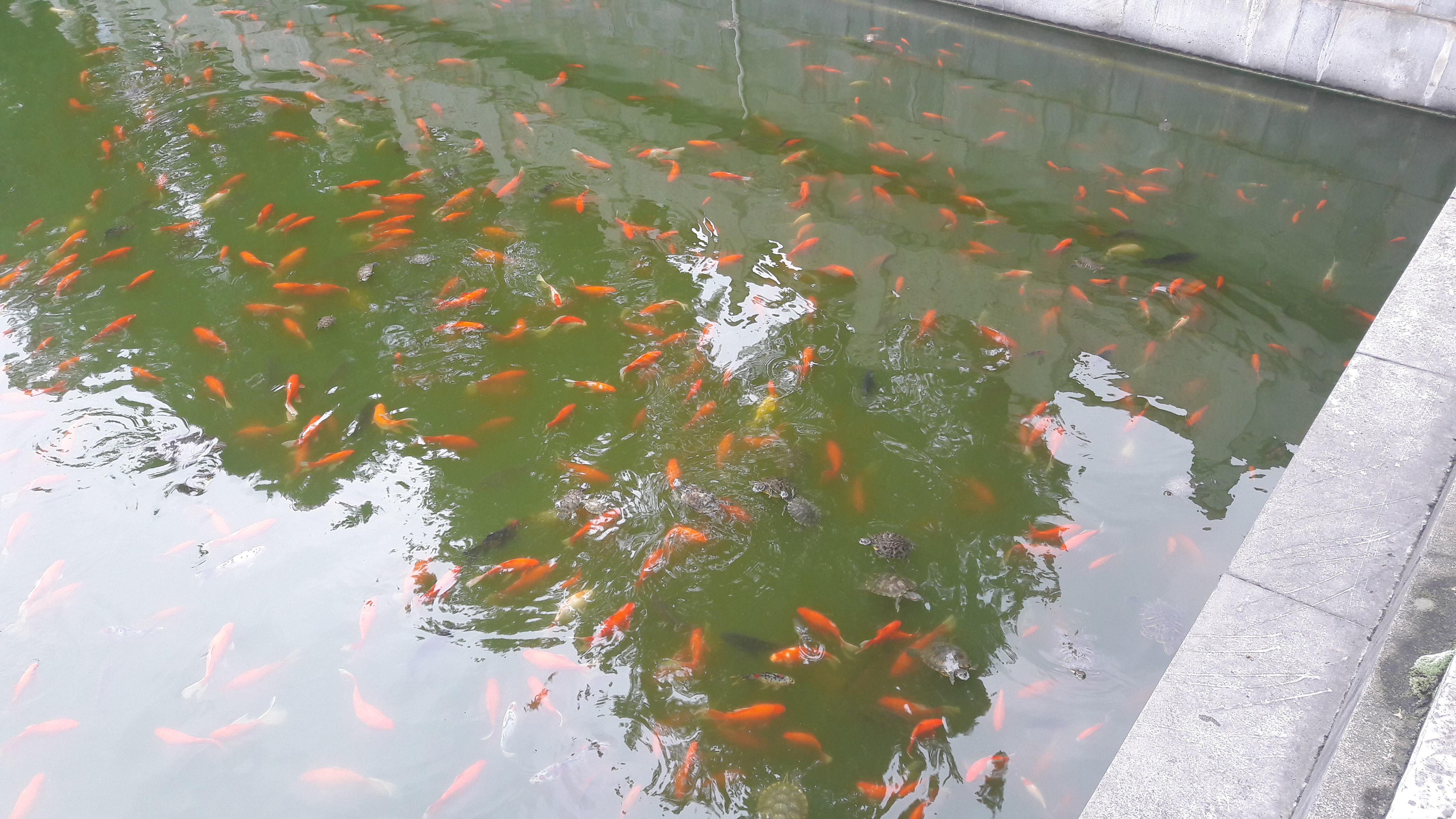
Carpes de brocard dans un bassin du temple
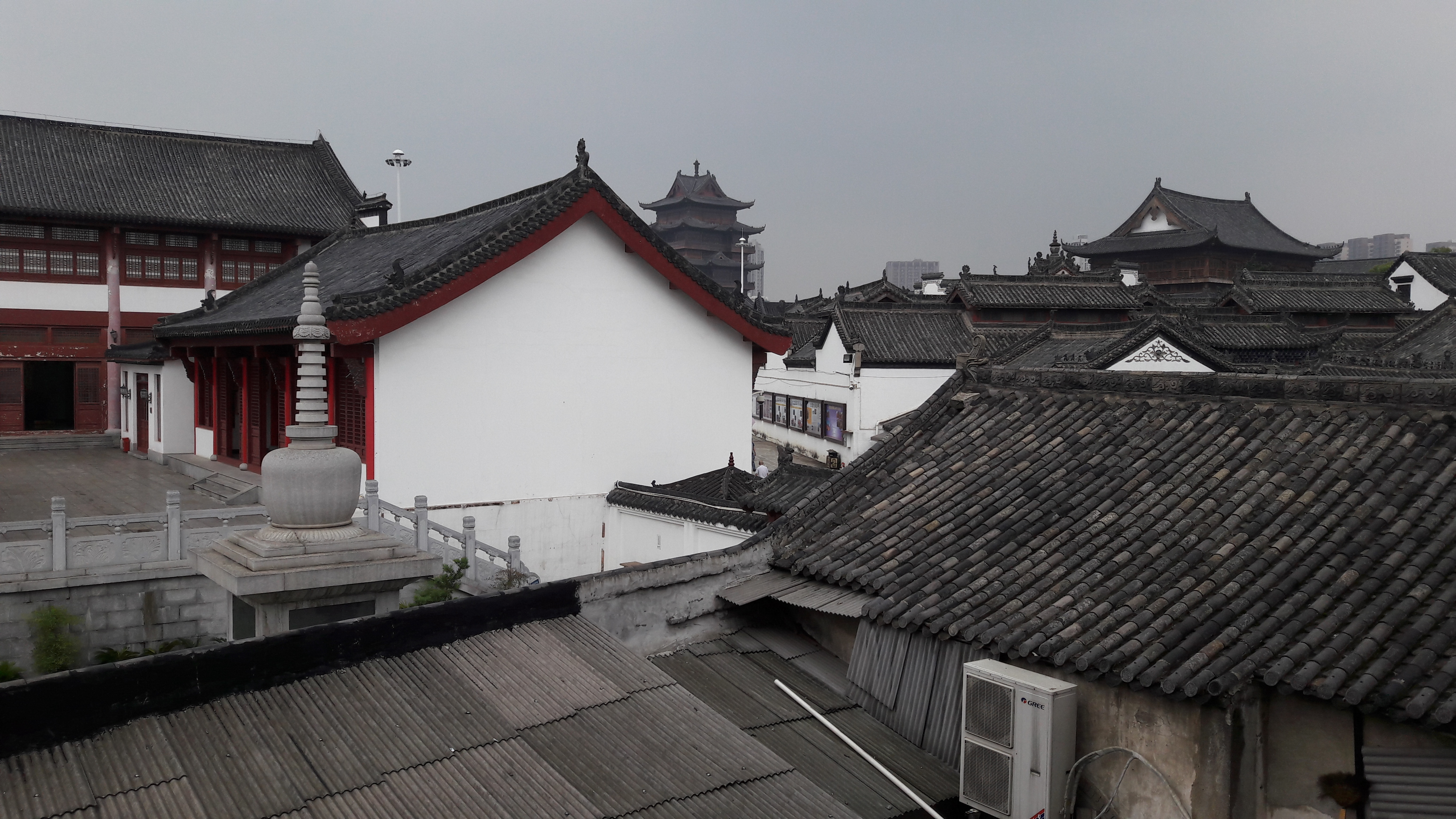
Chörten (stūpa), dans le temple